# Pyrausta shirleyae
Pyrausta shirleyae is een vlinder van de familie van de grasmotten (Crambidae). De wetenschappelijke naam van deze soort is voor het eerst voorgesteld door Eugene Gordon Munroe in een publicatie uit 1976.
De soort komt voor in de Verenigde Staten (Noordwest-Florida).